# 欧州保守改革グループ
欧州保守改革グループ（おうしゅうほしゅかいかくグループ、英語: European Conservatives and Reformists, "ECR"）とは、保守的で穏健な欧州懐疑主義、反連邦主義を志向する欧州議会の政治会派。2009年の欧州議会議員選挙後に結成された。欧州規模の政党である欧州保守改革党に所属する政党の欧州議会議員を中心に形成されている。
現在、欧州議会で6番目に大きな会派であり、16か国から62人の議員が参加している。会派内において、とくに大きい政党はポーランドの法と正義である。2020年1月のイギリスの欧州連合離脱までは、イギリスの保守党も主要な参加政党であった。
結成時の参加政党の多くは、旧欧州人民党・欧州民主主義グループ内のグループであった「欧州民主主義グループ」から参加している。

## 沿革
欧州保守改革グループの起源は2005年、あるいはそれ以前にまでさかのぼる。議員の出身国の構成が1か国のみである場合、欧州議会における会派として正式に認定されない。さらに欧州議会の議院規程では、会派に所属する議員数にも下限が定められている。そのため会派を結成しようとする各政党は友党を探さなければならない。

### 起源
2005年にイギリス保守党は党首選挙が実施された。このとき保守党の欧州議会議員は欧州人民党・欧州民主主義グループ内の小グループである欧州民主主義グループを形成していた。党首選挙の候補者のひとりであるデーヴィッド・キャメロンは欧州人民党・欧州民主主義グループからの離脱を主張した。キャメロンと党首選を争っていたデイヴィッド・デイヴィスはデイリー・テレグラフ紙に投書し、小グループのままでいたほうが、保守党所属の欧州議会議員が欧州人民党に対して影響力を持ちながら適度な距離を維持できると主張した。これに対して保守党所属の欧州議会議員マーティン・キャラナンはこの翌日に同紙で次のように応じている。
キャメロンはこの党首選挙で勝利し、2005年12月に党首に就任すると、新会派の発足に向けた行動をただちに行なうという意思を表明した。
2006年6月、キャメロンは作業の遅れに不満を感じ、影の内閣外務・英連邦大臣のウィリアム・ヘイグに対して2006年7月13日までに新会派結成ができるように指示した。ところがキャメロンが指定した期日に、新会派の結成は2009年の欧州議会議員選挙後までずれ込むということが発表された。

### 欧州改革運動

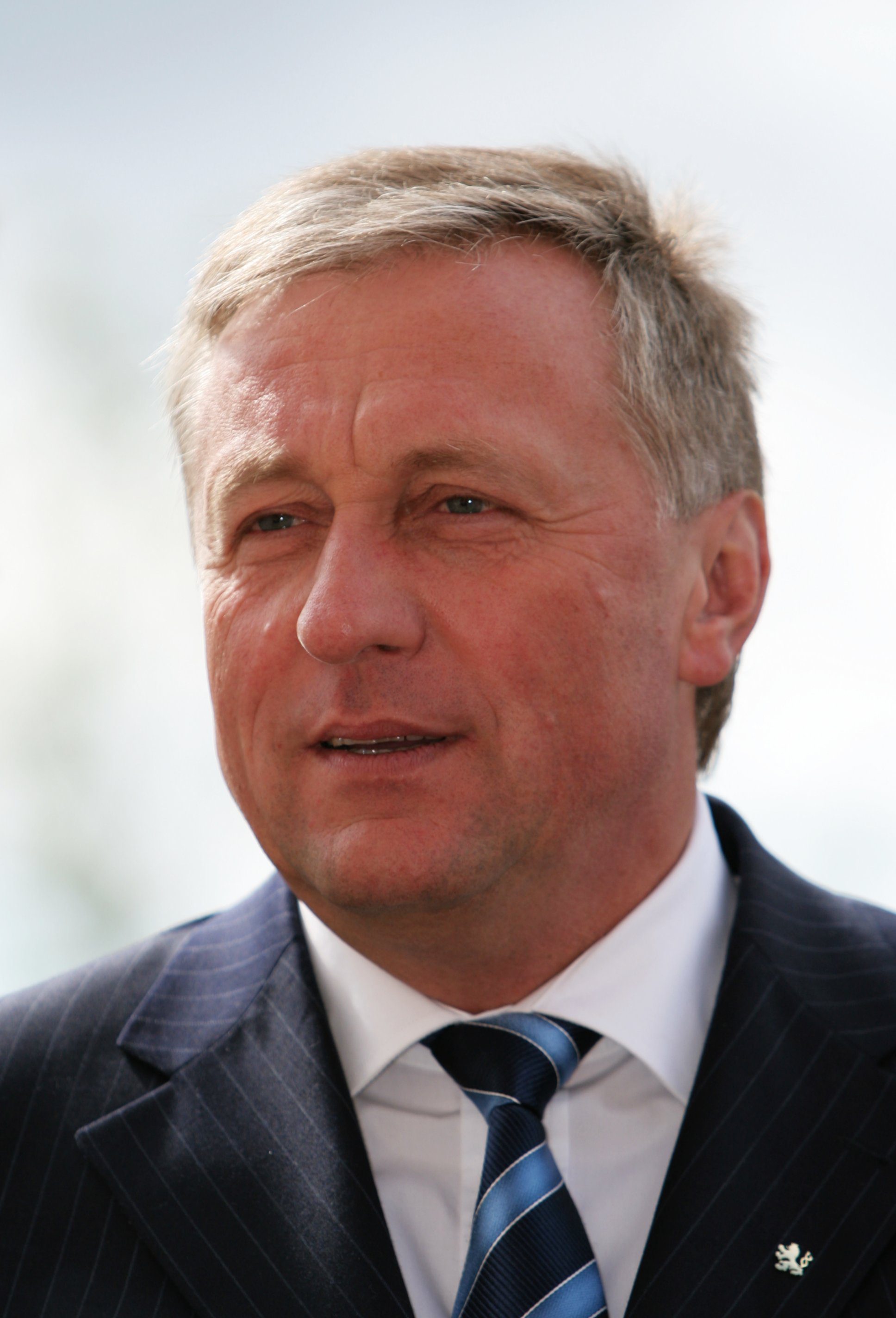
ミレク・トポラーネク

新会派の結成までの当面のあいだ、欧州規模で活動する政党連合「欧州改革運動」が結成され、欧州議会の外部で活動することとなった。
同日、ポーランドの法と正義と市民プラットフォームの両党が新会派の将来的な参加政党と見られていた。ところが市民プラットフォームは欧州人民党から離脱しないということを表明し、また法と正義も諸国民のヨーロッパ連合にとどまるとした。また翌日にはアルスター統一党党首のレグ・エンペイが、同党が2009年の選挙後に新会派に参加することを表明した。
チェコの市民民主党は欧州改革運動に参加していたが、同党党首のミレク・トポラーネクは欧州人民党・欧州民主主義グループにとどまることを明言しなかった。2007年6月27日、トポラーネクは同党所属の各国政府首脳が集まる欧州人民党サミットに出席し、新会派の脆弱さについての見通しを示した。
英国放送協会は2007年に、新会派はおよそ100名の議員が参加する、欧州議会内の第3会派になるという推測を示していた。
2008年7月、欧州議会は会派を形成する要件を引き上げ、所属議員数を25名以上、所属議員の出身国の構成が7か国以上とすることに変更した。この変更により新会派が結成できるかという疑念が生じた。2008年12月7日に市民民主党党首に再選されたトポラーネクは同月11日の欧州人民党サミットに出席し、その場で市民民主党の新会派に対する考え方がただされた。

### 2009年欧州議会議員選挙
2009年の欧州議会議員選挙が近づき、キャメロン、トポラーネク、イギリス保守党所属の欧州議会議員で新会派設立の世話人となっているジオフレー・ヴァン・オーデンは、他党の新会派への参加を模索した。
新会派の名称が暫定的に「欧州保守グループ」とされ、その後「欧州保守改革グループ」に定められた。当初は84人の欧州議会議員が集まると見込まれていたが、その後およそ60名となった。このとき市民民主党と保守党とのあいだで対立が起きており、市民民主党は新会派にできるだけ多くの欧州議会議員を集めたいとしていた一方で、保守党はデンマークのデンマーク国民党やイタリアの北部同盟といった外国人排斥（外国人嫌悪・人種主義）や暴力的過激主義を掲げる政党の参加を拒もうとしていた。

### 結成
2009年6月22日、新会派参加者の正式な一覧が発表された。同じ日のフィナンシャル・タイムズ紙は社説で、新会派に対する批判を掲載した。
その翌日にはデイリー・テレグラフ紙の社説で、欧州保守改革グループがヨーロッパ中の反連邦主義者たちに公民権を与えることになるという考察を示し、デーヴィッド・キャメロンの指導力の本質を示している。
6月24日、欧州保守改革グループは初会合を開き、イギリス保守党所属の欧州議会議員ティモシー・カークホープを暫定代表に任命し
た。その後、正式な代表を選出する選挙を7月14日に行うこととなり、カークホープのほかにジオフレー・ヴァン・オーデンが立候補していたが、欧州議会の副議長にポーランドの法と正義に所属するミハウ・カミンスキが選出されなかったことを受けて、カークホープ、ヴァン・オーデンともに立候補を取り下げ、カミンスキを代表とすることとなった。

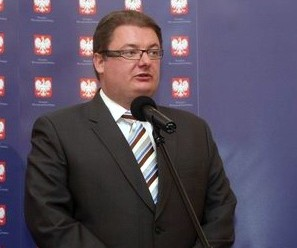
欧州保守改革グループ前会長 ミハウ・カミンスキー

### 指導者の交代と所属政党の激変
カミンスキ代表は2010年11月、自身の所属する「法と正義」が極右勢力に乗っ取られたとして、同党を離党した。カミンスキと「法と正義」の一部議員らが、ヤロスワフ・カチンスキの方向性と指導力に不満を抱き、「法と正義」から分離する形でポーランドの新党「ポーランドが第一」を結成した。12月15日、残りの11人のポーランド第一党の欧州議会議員はECRを脱退し、代わりに右派の自由と民主主義のヨーロッパ（EFD）グループに参加するかもしれないという噂が浮上した。
2011年2月、カミンスキは3月8日付で代表を辞任すると発表し、後任が選出された。前暫定代表のティモシー・カークホープが最有力候補と言われていたが、チェコの市民民主党所属のヤン・ザハルディルに選挙で敗れた。ザハルディルは欧州保守改革グループへの参加について他の政党と協議している。3月末、デーヴィッド・キャメロンは新フラームス同盟をグループに招待している。
2011年5月に欧州議会の14人の副議長の一人であるシルヴァーナ・コッホ＝メーリンが辞任したことで、欧州保守改革グループはマクミラン＝スコットの離反によって落選したポジションに別の候補者を立てることを検討した。保守党の欧州議会議員ジャイルズ・チチェスターは5月31日に指名され、コッホ＝メーリンの属する欧州自由民主同盟が立候補に意欲的で適した候補者を見つけることができず、7月5日に議会によって無投票当選となった。
2011年12月14日、新しい指導部が選出され、マーティン・キャラナンが議長、ヤン・ザハディル、ジェフリー・ヴァン・オルデン、リシャルド・レグトコ、デルク・ヤン・エピンクが副議長となった。2011年12月26日、11月に法と正義から分裂した連帯ポーランド所属の4名が欧州保守改革グループを脱退し、自由と民主主義のヨーロッパ（EFD）会派に参加した。2012年1月17日、チェコのオルドジフ・ブラザークがチチェスターに代わって欧州保守改革グループの議会副議長に就任した。

### 2014年欧州議会議員選挙

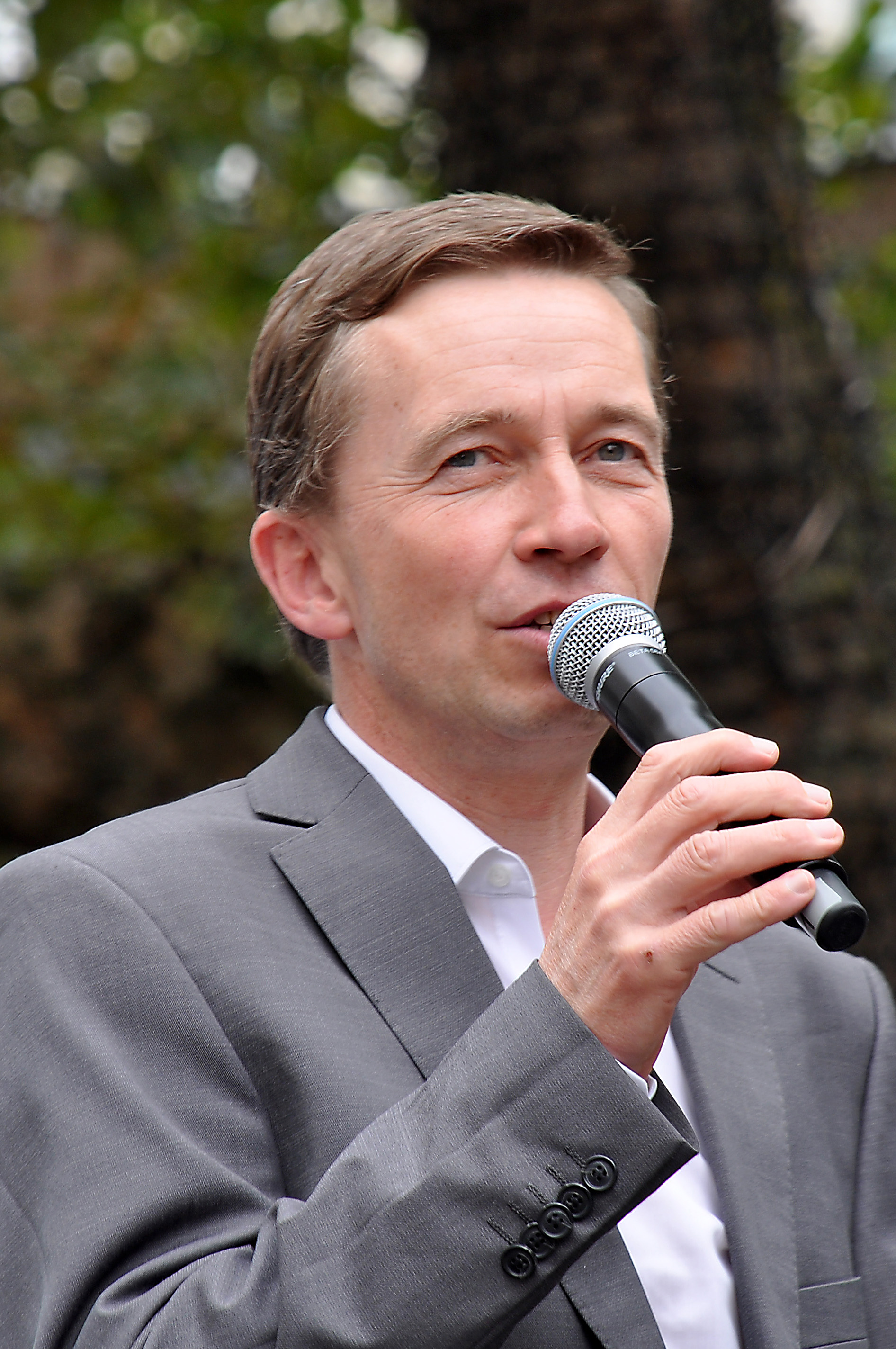
ベルント・リュッケ（元「ドイツのための選択肢」党首）

2014年5月22日～25日に2014年欧州議会議員選挙が実施された。2014年6月4日、欧州保守改革グループは、第7期の欧州議会で自由と民主主義のヨーロッパに所属していたデンマーク国民党（4名）と真のフィンランド人（2名）のほか、ドイツ家族党、スロバキアの普通の人々-独立した人達と新しい多数派（NOVA）、独立ギリシャ人からの入党申請を受理した。6月8日にドイツのための選択肢と検閲のないブルガリアが、6月16日にオランダ改革政治党が入党した。6月18日には、それまで欧州緑グループ・欧州自由連盟に属していた新フラームス同盟が加入した。新フラームス同盟の党員は、欧州自由民主同盟ではなく欧州保守改革グループへの参加を大差で決めており、70人が欧州保守改革グループへの参加を決め、欧州自由民主同盟への参加はわずか3人であった。新フラームス同盟の決定により、欧州保守改革グループは欧州自由民主同盟を抜いて欧州議会で第3位のグループとなり、新議会で「キングメーカー」の役割を担うことになった。6月23日、アイルランドのフィアナファイルとブライアン・クロウリーが欧州自由民主同盟から離反し欧州保守改革グループに参加したが、グループや代表ミシェール・マーティンの許可はなく、翌日クロウリーを除名した。同日、内部マケドニア革命組織・ブルガリア国民運動が加入し、欧州保守改革グループは70名の欧州議会議員を擁することになった。
デンマーク国民党と真のフィンランド人をメンバーとして認める欧州保守改革グループの全会一致の決定は、それぞれの党から1名の欧州議会議員が犯罪歴があることから批判された。デンマーク国民党の主要候補者のモルテン・メッサーシュミットは、多民族社会とレイプや暴行、強制結婚の間に関連があることを示唆するような資料を出版したとして2002年に有罪判決を受けていた。真のフィンランド人の欧州議会議員であるユシ・ハラアホは、2008年にイスラム教が「小児性愛を崇拝する」との内容をブログに書き込んだ後、2012年に有罪判決を受けた。 しかしながら、イスラム教徒である同グループの議長、サイ・カマルは、彼らのことを擁護していた。
選挙後、イギリス保守党の欧州議会議員であるサッジド・カリムが欧州保守改革グループの欧州議会議長候補となった。

2016年3月8日、欧州保守改革グループの事務局は、ドイツのための選択肢の極右政党オーストリア自由党とのつながりや移民に関する物議を醸す発言を理由に、ドイツのための選択肢の残る2人の欧州議会議員を彼らのグループから排除するための動議を開始した。3月31日までに自発的にグループを脱退するよう議員に呼びかけ、強制的な排除の動議は4月12日に上程される予定であった。

### 2014年-2019年の入党・離党
- 2014年10月2日、スロバキアの政党、自由と連帯の代表、リチャード・スリックが欧州保守改革グループに加わるために欧州自由民主同盟グループを離脱し、6日後に正式に受理された[52]。
- 2014年11月、唯一のクロアチア人メンバーであるルザ・トマシッチは、彼女が設立した政党であるクロアチア権利党 — アンテ・スタルチェヴィッチ博士を離党した。アンテ・スタルチェヴィッチが、新党クロアチア保守党を率いることになった。
- 2015年1月24日、ヨークシャー・アンド・ザ・ハンバー選出の英国独立党の欧州議会議員であるアムジャド・バシルは英保守党に所属を変更し、その後欧州保守改革グループに加入した[53]。
- 2015年5月18日、フォルツァ・イタリアの元党員で欧州人民党グループのメンバーであるラファエレ・フィットが欧州保守改革グループに参加した[54][55]。
- 2015年7月7日、レモ・セルナジオットが欧州人民党グループを離党し、欧州保守改革グループに参加した。
- 2015年10月27日、M10のモニカ・マコヴェイが欧州人民党グループを離党し、欧州保守改革グループに参加した[56]。
- 2016年3月8日、民主運動党のエレーニ・テオハロスが欧州人民党グループから入党した[57]。
- 2016年10月5日、ティモシー・カークホープがイギリス貴族院で終身貴族になったため、欧州議会での職務を続けることができなくなり、辞職した。彼の議席はジョン・プロクターが引き継いだ。
- 2018年7月3日、スウェーデン民主党のピーター・ラングレンとクリスティナ・ウィンバーグが自由と直接民主主義のヨーロッパ を離脱し、欧州保守改革グループに参加した[58]。
- 2018年12月17日、フォルツァ・イタリアからイタリアの同胞に離反したステファノ・マウルが欧州人民党グループを離脱し、欧州保守改革グループに参加した[59]。

### 2019年欧州議会議員選挙と右傾化
2019年の選挙に先立って、スウェーデン民主党とイタリアの同胞は欧州保守改革グループに参加し、民主主義フォーラムと立ち上がれフランスは選挙後に議席を獲得すれば参加することを約束した。
欧州保守改革グループの加盟政党であるデンマーク国民党と真のフィンランド人の二党は、選挙後ドイツのための選択肢とイタリアの北部同盟とともに「国民と国家のためのヨーロッパ同盟」という新しい会派（実際には後にアイデンティティと民主主義と名付けられた）を形成する意思を表明していた。
選挙の結果、英保守党は即時EU離脱を確約するブレグジット党に保守票を奪われ、前欧州保守改革グループ議長のサイ・カマル落選を含む大敗を喫した。欧州保守改革グループ全体でも、欧州議会議員の総数が62名に減少し、他の有力な欧州懐疑主義グループであるアイデンティティと民主主義に議席数を抜かれることとなった。しかし、民主主義フォーラムとスペインの新党Voxは初めて議席を獲得し、正式にグループに加盟した。
選挙後、グループはラッファエレ・フィットとリチャード・レグトコを新しい共同代表に指名した。

### 加盟政党の変遷 2019年-現在
オランダのキリスト教連合は2019年の選挙後に欧州保守改革グループを脱退し、キリスト教連合唯一の欧州議会議員ピーター・ファン・ダーレンが、グループが民主主義フォーラム、Vox、スウェーデン民主党などの政党を受け入れて右傾化し過ぎたと抗議して欧州人民党グループに鞍替え入党した。同盟者のオランダ改革政党はグループ残留を選び、キリスト教連合と改革政党が選挙期間中に結んだ同盟は終わりを告げた。
2020年1月31日、イギリスの欧州連合からの離脱完了に伴い、残った英保守党の欧州議会議員はグループから脱退した。
2020年5月、当初ルーマニアの社会民主党から当選していたクリスティアン・テルヘシュは、キリスト教民主国民農民党（以前に欧州人民党グループから除名されていた）の欧州議会議員としてグループに参加することを発表した。
2020年、民主主義フォーラムのすべての欧州議会議員は、新党JA21を共同設立する前に無所属になるべく脱退した。2022年、民主主義フォーラムは所属をアイデンティティと民主主義に切り替えた。

## 政策

### 政治的立場
欧州保守改革グループの主な目的は、ユーロリアリズムに基づいて、際限のない欧州統合の拡大、欧州連合が欧州超国家連邦に発展する潜在的可能性を抑止し、EUがEU加盟国内の国家や国内、地域の意思決定に大きく干渉しないようにすることにある。また自由市場政策と移民に対するより厳しい規制を提唱している。同グループは、社会保守主義、右派ポピュリスト、自由保守主義、キリスト教民主主義、国家保守主義の政党の派閥を含み、いずれも反連邦主義、ユーロリアリスト、EUに懐疑的なスタンスをとっている。同グループはEUの民主的改革、透明性の向上、ユーロ圏やEUの移民・亡命政策の抑制、国家間の自由貿易と協力を維持しながらEUの権力と官僚主義の抑制を求めることによって、（反EU主義者や強硬な欧州懐疑主義者におけるEU自体の全否定に対して）穏健な欧州懐疑主義を推進している。グループ内の一部政党や個々の欧州議会議員は、EUからの完全な離脱、EU加盟に関する国民投票やユーロ通貨導入への反対を支持している。

### 結成宣言
欧州議会において混成的に結成された会派は強制解散に至った。これ以降、欧州議会の政治会派にはイデオロギー的な一体性を示すことが求められている。欧州保守改革グループでは結成宣言を発表しており、このなかで会派所属の議員に結束が期待される原則がうたわれている。この欧州保守改革グループの会派宣言は「プラハ宣言」とも呼ばれている。文書においてはいかの理念が述べられている。
1. 自由な起業、自由で公正な貿易と競争、規制緩和、低課税、個別の自由と個人および国家の財産のための究極的な触媒としての小さな政府
2. 個別の自由、個人のより大きな責任、より民主的な説明責任
3. エネルギー安全保障を重視した、持続可能でクリーンなエネルギー供給
4. 社会の基盤としての家庭の重視
5. 国民国家の主権性の保持、欧州連合の連邦主義に対する反対、真の補完性原理の再確認
6. 再活性化された北大西洋条約機構における大西洋横断的な安全保障関係の尊重とヨーロッパの若い民主主義国の支援
7. 効率的な移民規制と亡命手続きの濫用の終焉
8. 効率的かつ近代的な行政サービスと地方と都市両方の共同体のニーズに対する感度
9. 無駄が多く過剰な官僚制度の終焉と欧州連合の機関および欧州連合の財政支出に対する透明性と適切性への関与
10. 新旧や大小を問わず、すべての欧州連合加盟国に対する尊重と平等な対応

## 参加政党・議員
| 国           | 国内政党 | 欧州規模の政党 | 欧州規模の政党 | 議員数   |
| ------------ | --- | -------------- | -------------- | -------- |
| ベルギー     | 新フラームス同盟 Nieuw-Vlaamse Alliantie (N-VA)                                                                             |                | EFA            | 3 / 21   |
| ブルガリア   | 内部マケドニア革命組織・ブルガリア国民運動 Българско Национално Движение (ВМРО-БНД)                                         |                | ECR-P          | 2 / 17   |
| クロアチア   | クロアチア保守党 Hrvatska konzervativna stranka (HKS)                                                                       |                | ECR-P          | 1 / 12   |
| チェコ       | 市民民主党 Občanská demokratická strana (ODS)                                                                               |                | ECR-P          | 4 / 21   |
| ドイツ       | ドイツ家族党 Familienpartei Deutschlands                                                                                    |                | （無所属）     | 1 / 21   |
| ギリシャ     | ギリシャの解決策 Ελληνική Λύση (ΕΛ)                                                                                         |                | （無所属）     | 1 / 21   |
| イタリア     | イタリアの同胞 Fratelli d'Italia (FdI)                                                                                      |                | ECR-P          | 8 / 76   |
| ラトビア     | 国民連合 Nacionālā Apvienība (NA)                                                                                           |                | ECR-P          | 1 / 8    |
| リトアニア   | リトアニア・ポーランド人選挙活動＝キリスト教家族連合 Lietuvos lenkų rinkimų akcija – Krikščioniškų šeimų sąjunga (LLRA–KŠS) |                | ECR-P          | 1 / 11   |
| オランダ     | 改革政党 Staatkundig Gereformeerde Partij (SGP)                                                                             |                | ECPM           | 1 / 29   |
| オランダ     | より直接民主主義 Meer Directe Democratie (MDD)                                                                              |                | EAFD           | 1 / 29   |
| ポーランド   | 法と正義 Prawo i Sprawiedliwość (PiS)                                                                                       |                | ECR-P          | 24 / 52  |
| ポーランド   | 連帯ポーランド Solidarna Polska (SP)                                                                                        |                | ECR-P          | 2 / 52   |
| ポーランド   | 合意 (en:Agreement (political party)) Porozumienie                                                                          |                | ECR-P          | 1 / 52   |
| ルーマニア   | キリスト教民主国民農民党Partidul Național Țărănesc Creștin Democrat (PNT-CD)                                                |                | ECPM           | 1 / 33   |
| スロバキア   | 自由と連帯 Prawo i Sprawiedliwość (PiS)                                                                                     |                | ECR-P          | 1 / 14   |
| スペイン     | Vox |                | ECR-P          | 4 / 59   |
| スウェーデン | スウェーデン民主党 Sverigedemokraterna (SD)                                                                                 |                | ECR-P          | 3 / 21   |
| 欧州連合     | 合計 | 合計           | 合計           | 62 / 705 |

(2023年2月現在)

## 役職・組織

### 代表
現在、欧州保守改革グループはリチャード・ウェグトゥコとラッファエレ・フィットの2人の共同代表が率いている。
欧州保守改革グループの代表は、過去に5人いた。
| 就任           | 退任           | 人名                     | 所属政党                    |
| -------------- | -------------- | ------------------------ | --------------------------- |
| 2009年6月24日  | 2009年7月14日  | ティモシー・カークホープ | 保守党                      |
| 2009年7月14日  | 2011年3月8日   | ミハウ・カミンスキ       | 法と正義 / ポーランドが第一 |
| 2011年3月8日   | 2011年12月14日 | ヤン・ザフラディル       | 市民民主党                  |
| 2011年12月14日 | 2014年6月12日  | マーティン・キャラナン   | 保守党                      |
| 2014年6月12日  | 2019年         | サイ・カマル             | 保守党                      |

### 事務局
| 役職         | 人名                     | 所属政党                                   |
| ------------ | ------------------------ | ------------------------------------------ |
| 共同代表     | リチャード・レグトコ     | 法と正義                                   |
| 共同代表     | ラッファエレ・フィット   | イタリアの同胞                             |
| 副代表       | ロバーツ・ジル           | 国民連合                                   |
| 副代表       | アシタ・カンコ           | 新フラームス同盟                           |
| 副代表       | ピーター・ラングレン     | スウェーデン民主党                         |
| 副代表       | ヘルマン・テルチュ       | Vox                                        |
| 共同会計担当 | コスマ・ズロトフスキー   | 法と正義                                   |
| 共同会計担当 | エンジェル・ジャンバスキ | 内部マケドニア革命組織・ブルガリア国民運動 |

## 結束力
欧州議会では日本の国会運営とは異なり党議拘束がほぼないが、ボート・ウォッチ欧州の集計によると、第7会期（2009-14年）の議会投票において、欧州保守改革グループの結束率は86.65％であった。これは親欧州4会派よりやや低いが、欧州統一左派・北方緑の左派同盟より高く、自由と民主主義のヨーロッパよりはるかに高い。結束率は、憲法と制度間問題（94.79％）、国際貿易、産業・研究・エネルギーに関する投票で最も高かった。グループ内で最も投票が分かれたのは、地域開発（70.53％の結束）、農業、開発（協力）に関する決定であった。
グループへの忠誠度が最も高かった（つまり欧州保守改革グループの多数側に最も多く投票した）政党は、英保守党 （97.51%）、アルスター統一党、チェコ市民民主党であった。逆に最も忠誠度が低かった会員は、英国のアンドレアセン（2013年にのみ自由と民主主義のヨーロッパから転向していた・61.20%の忠誠心）、イタリアのムスカディーニとロスバッハ（2011年に自由と民主主義のヨーロッパから転向していた）の個々の欧州議会議員であった。